# Francisco de Padua Morales
Francisco de Paula Morales Mier (Monterrey, Nuevo León, 19 de septiembre de 1812 - ibidem, 30 de octubre de 1853) fue un abogado y político mexicano que fue gobernador del estado de Nuevo León. Durante su administración tuvo que enfrentar la invasión norteamericana en 1846, logrando al final que el estado pudiera sobrevivir a la invasión, y pudiendo mantener el orden y la cohesión social.

## Biografía
Nació en la ciudad de Monterrey el 19 de septiembre de 1812, siendo hijo de Pedro Morales y de María de los Dolores Mier y Noriega; fue, a su vez, sobrino-nieto de Fray Servando Teresa de Mier; fue bautizado dos días después en la Catedral de Monterrey. Realizó sus estudios en la capital de la República y tras haberlos concluido regresó a Monterrey, donde ejerció la abogacía y la enseñanza.
Contrajo matrimonio el 8 de septiembre de 1838, en Monterrey, con María de la Concepción Apolinaria Gómez Flores. La pareja procreó diez hijos.
El 9 de septiembre de 1846, pocos días de que las tropas estadounidenses sitiaran la ciudad de Monterrey, el general Rómulo Díaz de la Vega designó gobernador interino de Nuevo León a Morales; sin embargo, no fue sino hasta el día 20 que Pedro Ampudia le entregó el poder.
Durante el sitio de Monterrey el gobernador Morales permaneció en la ciudad, asistiendo constantemente a la junta de guerra; en una de las reuniones de ésta, el 22 de septiembre, aprovechó para inconformarse con las disposiciones de la defensa dictadas por el general Ampudia. Después, en un informe que rindió al gobierno federal, argumentó que el fracaso de la batalla pudo haberse convertido en triunfo, de no haber mediado la falta de pericia por parte de Ampudia.
Tras la capitulación de Monterrey, Francisco de Padua Morales trasladó su gobierno a Galeana; en noviembre de 1846 se instaló en Concepción (Doctor Arroyo) y en enero de 1847 en Matehuala; finalmente este gobernador itinerante se asentó en Linares, ciudad a la que declaró capital provisional del estado de Nuevo León.
En todo momento y con un gran esfuerzo, el gobernador Morales trató de mantener el orden y la cohesión social en Nuevo León durante el tiempo que duró la invasión norteamericana.
Mientras Francisco de Padua Morales gobernaba desde Linares, el general Taylor —uno de los comandantes del ejército invasor— designó como gobernador del Estado al general Juan Wood; éste tuvo que continuar la campaña, por lo que dejó en Monterrey una guarnición militar cuyos sucesivos comandantes (J. Garland, J. Rogers, A. M. Mitchell, J. A. Carley, I. H. Wright y J. W. Tibbts) se encargaran de la administración de la plaza.
Por su parte, el gobernador Morales lanzó en Linares la convocatoria para la elección de diputados al Congreso del Estado y para designar al nuevo gobernador constitucional de Nuevo León.
El Congreso se instaló el 1 de enero de 1848; al día siguiente, en la segunda sesión, se realizó el cómputo de las elecciones para gobernador y vicegobernador.
El 17 de febrero José María Parás asumió la gubernatura constitucional del estado de Nuevo León. Durante esta administración, el propio Morales fungió como magistrado del Tribunal Superior de Justicia. El 30 de octubre de 1853, en el ejercicio de éste, su último cargo, Francisco de Padua Morales falleció. Fue sepultado en el campo santo de la catedral al día siguiente.